# Letectvo Spojených států v Evropě

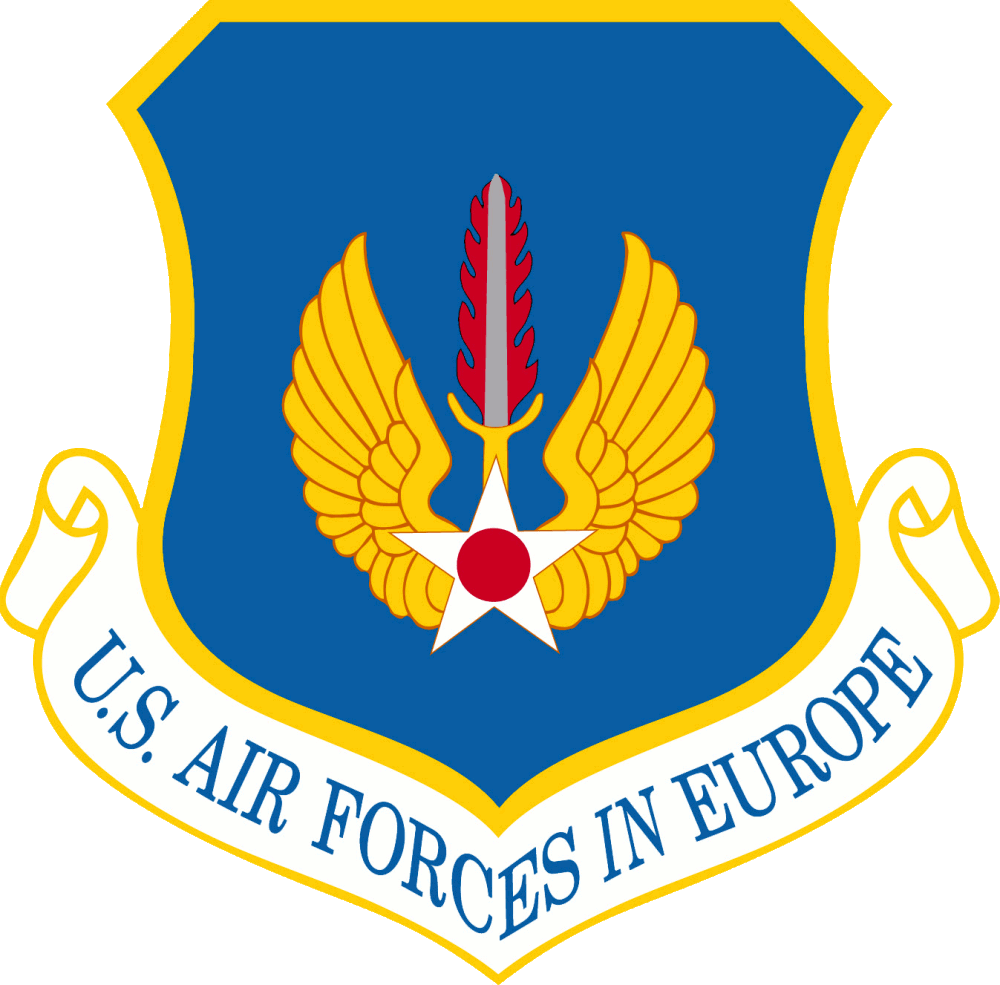
Emblém USAFE

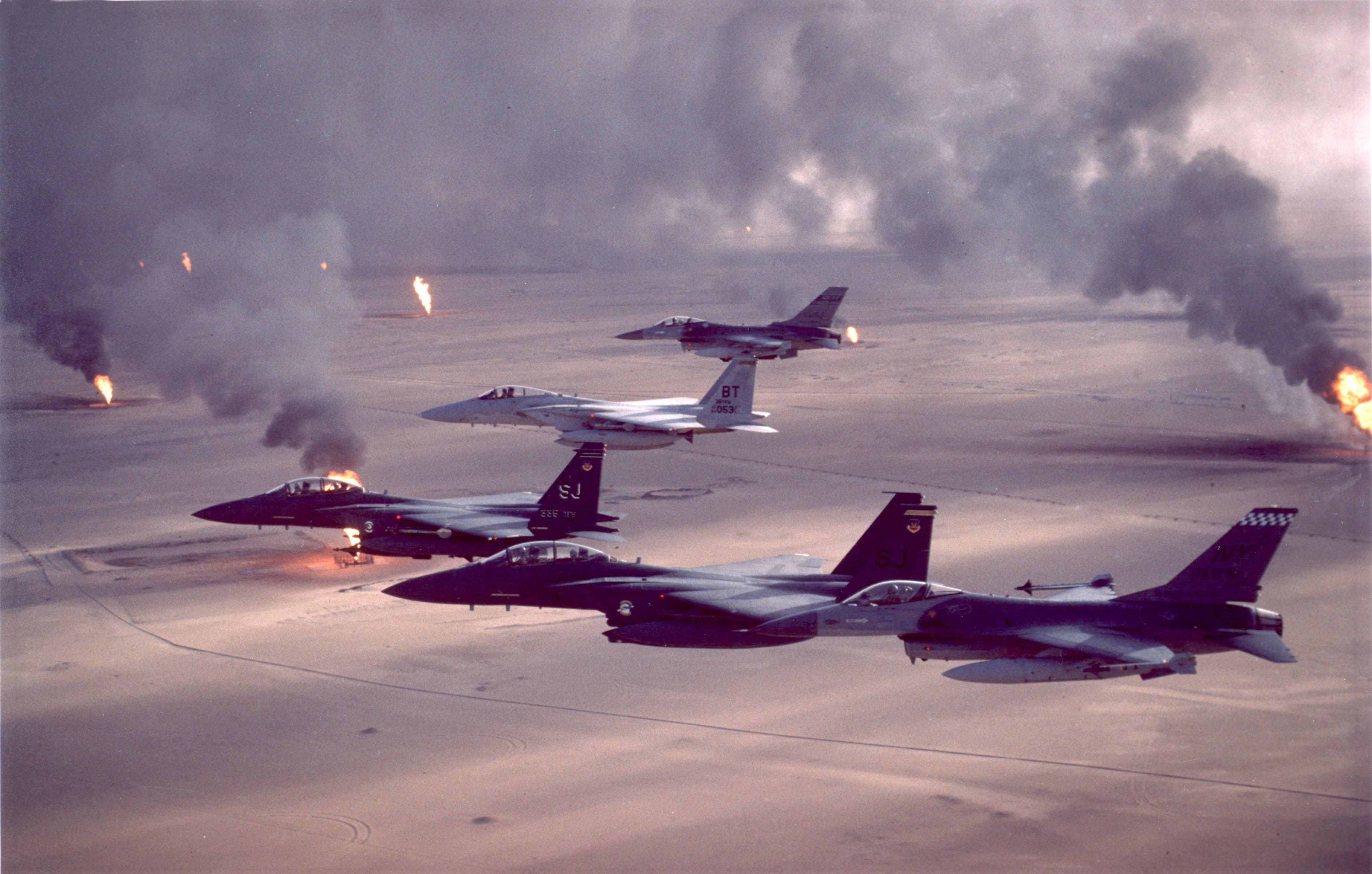
Letadla F-15 a F-16 jednotek USAFE přelétávají nad pouští v Kuvajtu v únoru 1991

Letectvo Spojených států v Evropě (anglicky US Air Forces in Europe zkratka USAFE) je vedle Pacific Air Forces (PACAF) jednou ze dvou regionálních složek (z celkových deseti) amerických vzdušných sil. Mimoto je USAFE jednou z částí United States European Command (USEUCOM) a jednotek NATO. Velitelství má na základně Ramstein v Německu.
Složky USAFE jsou pověřeny plánováním, vedením a podporou leteckých akcí v Evropě, severní Africe a na blízkém východě. Působí na pěti hlavních základnách: Lakenheath a Mildenhall ve Velké Británii, Ramstein a Spangdahlem v Německu a Aviano v Itálii. Mají i dalších 80 základen, například Morón (Španělsko), Incirlik (Turecko) a Chiévres v Belgii.
Během studené války hrály hlavní roli v situaci v Evropě. Její jednotky se zúčastnily všech důležitých akcí v poválečné historii kontinentu, například leteckého zásobování Berlína, Suezské krize i operace Pouštní bouře atd. V současnosti poskytují podporu operacím v Afghánistánu v rámci boje proti terorismu, a spolupracují s ostatními vzdušnými složkami NATO.
V roce 2005 pracovalo pro USAFE přibližně 42 000 osob, z toho 26 000 vojáků v činné službě, 400 vojáků v záloze a přibližně 2600 civilních zaměstnanců.
Jednotky mají k dispozici přibližně 200 stíhacích letadel (F-15, F-16, A-10), 30 letadel transportních (C-20H, C-21, C-37, C-40, C-130), 15 strojů k tankování paliva za letu (KC-135) a několik vrtulníků HH-60.

## Historie
Nejstarším přímým předchůdcem USAFE byla 8. letecká armáda vytvořená v lednu 1942, která se 22. února 1944 přeměnila v United States Strategic Air Forces in Europe. Od 7. srpna 1945 nese současné jméno.